# Murgash Glacier
Murgash Glacier är en glaciär i Antarktis. Den ligger i Sydshetlandsöarna. Argentina, Chile och Storbritannien gör anspråk på området. Murgash Glacier ligger 163 meter över havet.
Terrängen runt Murgash Glacier är huvudsakligen kuperad, men åt sydväst är den platt. Havet är nära Murgash Glacier åt sydväst. Trakten är glest befolkad. Närmaste befolkade plats är Maldonado Station, 8,9 km nordost om Murgash Glacier. 